# Beijing B6
Der Kleinbus Beijing B6 (Typ BJ6490) ist einer der vielen chinesischen Nachbauten des japanischen Toyota Hiace. Als Vorgänger wird der bis 2005 produzierte Beijing BJ6490C angesehen. 
Es stehen zwei Motorisierungen zur Wahl. Die schwächeren Versionen sind mit dem 58 kW starken Motor des hauseigenen Typs BJ493Q ausgestattet. Der Hubraum beträgt 2771 cm³. Die Topmotorisierung stellt der 77 kW starke XG491Q-MW mit einem Hubraum von 2237 cm³. Je nach Modellausführung haben bis zu 9, 11 oder 15 Personen Platz. Der Verbrauch soll zwischen 9,6 und 13,9 Liter auf 100 km liegen.
Neben der Großraumlimousine gibt es den B6 mit der BJ5030-Baureihe für Gewerbetreibende zudem auch als leichten Lastkraftwagen. Die maximale Zuladung liegt bei dem Zweisitzer wegen der schwachen Motoren bei gerade einmal 600 kg.